# Cyklomost slobody

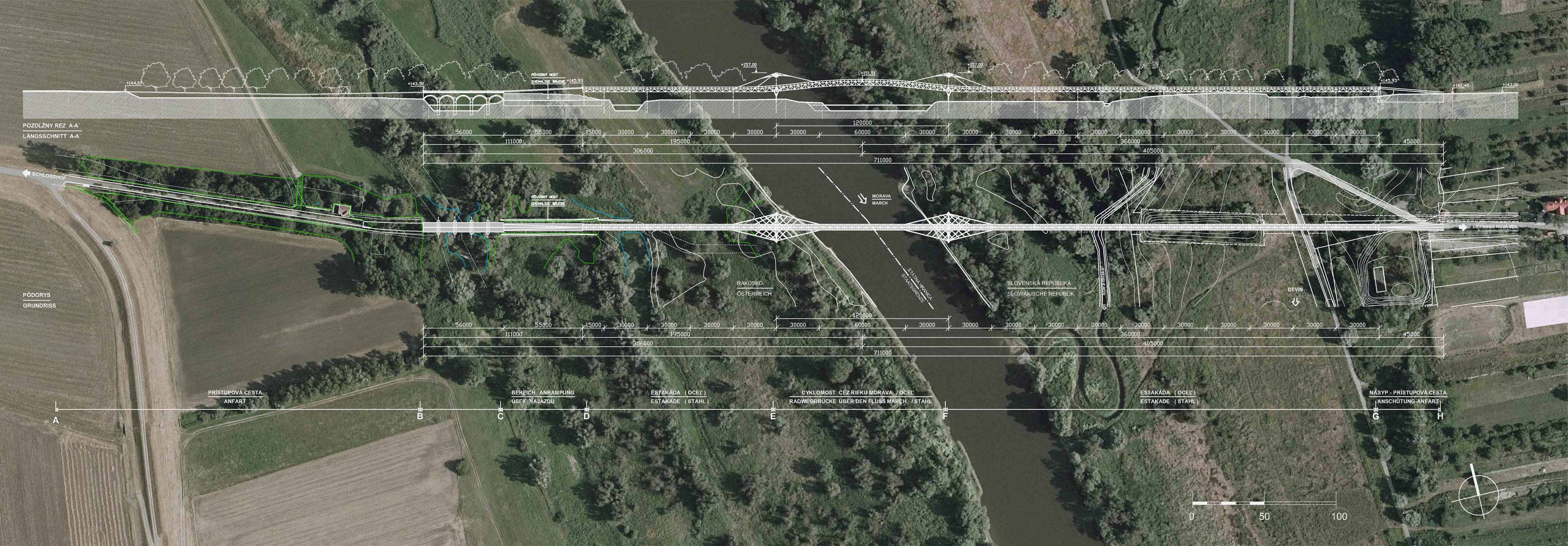
Technický nákres na pozadí družicového snímku v místě přesné polohy mostu

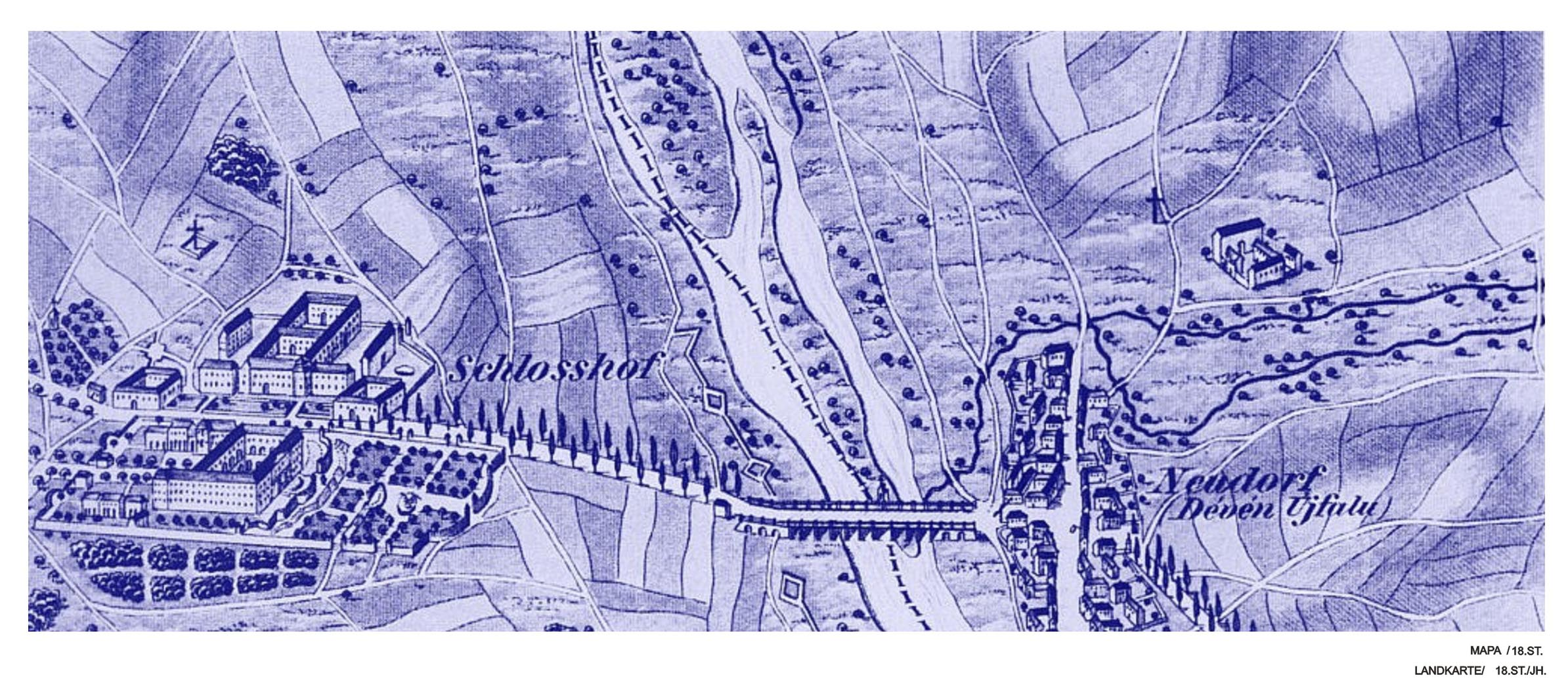
Historický most mezi Schlosshof a Devínskou Novou Vsí

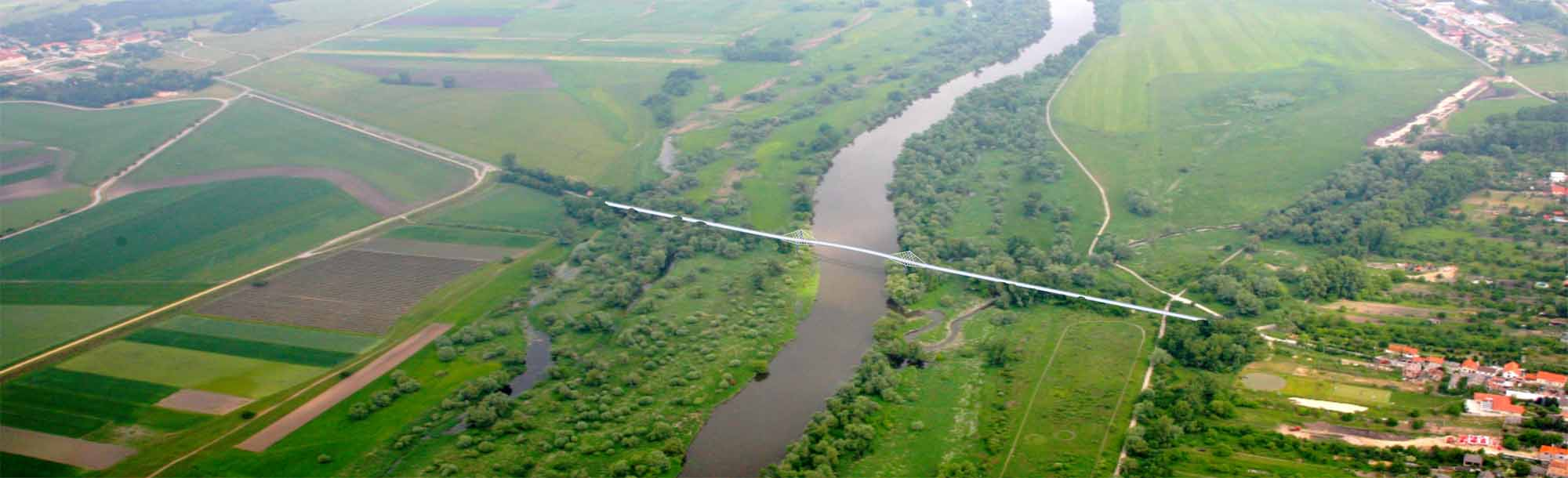
Vizualizace polohy mostu z leteckého pohledu

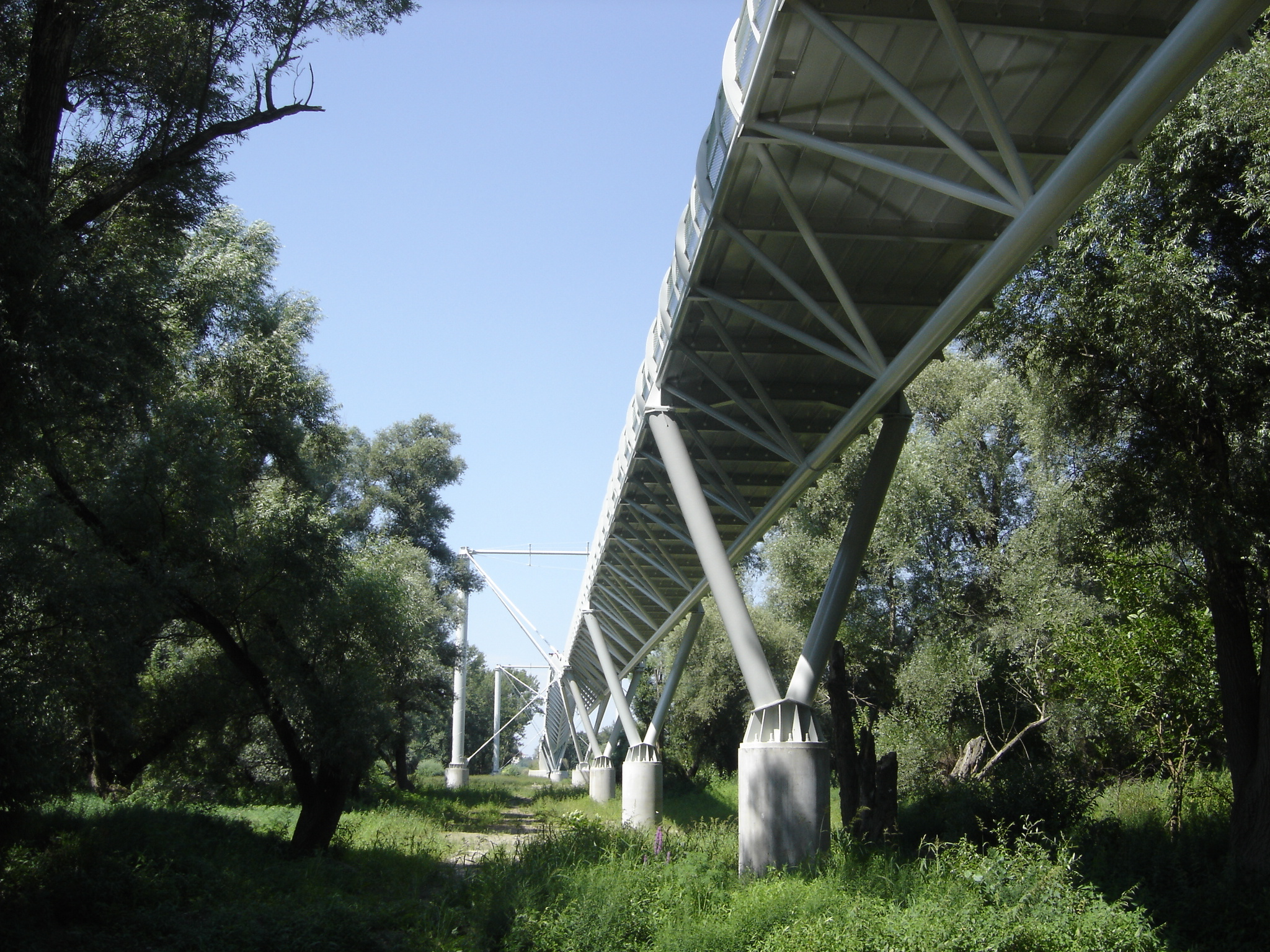

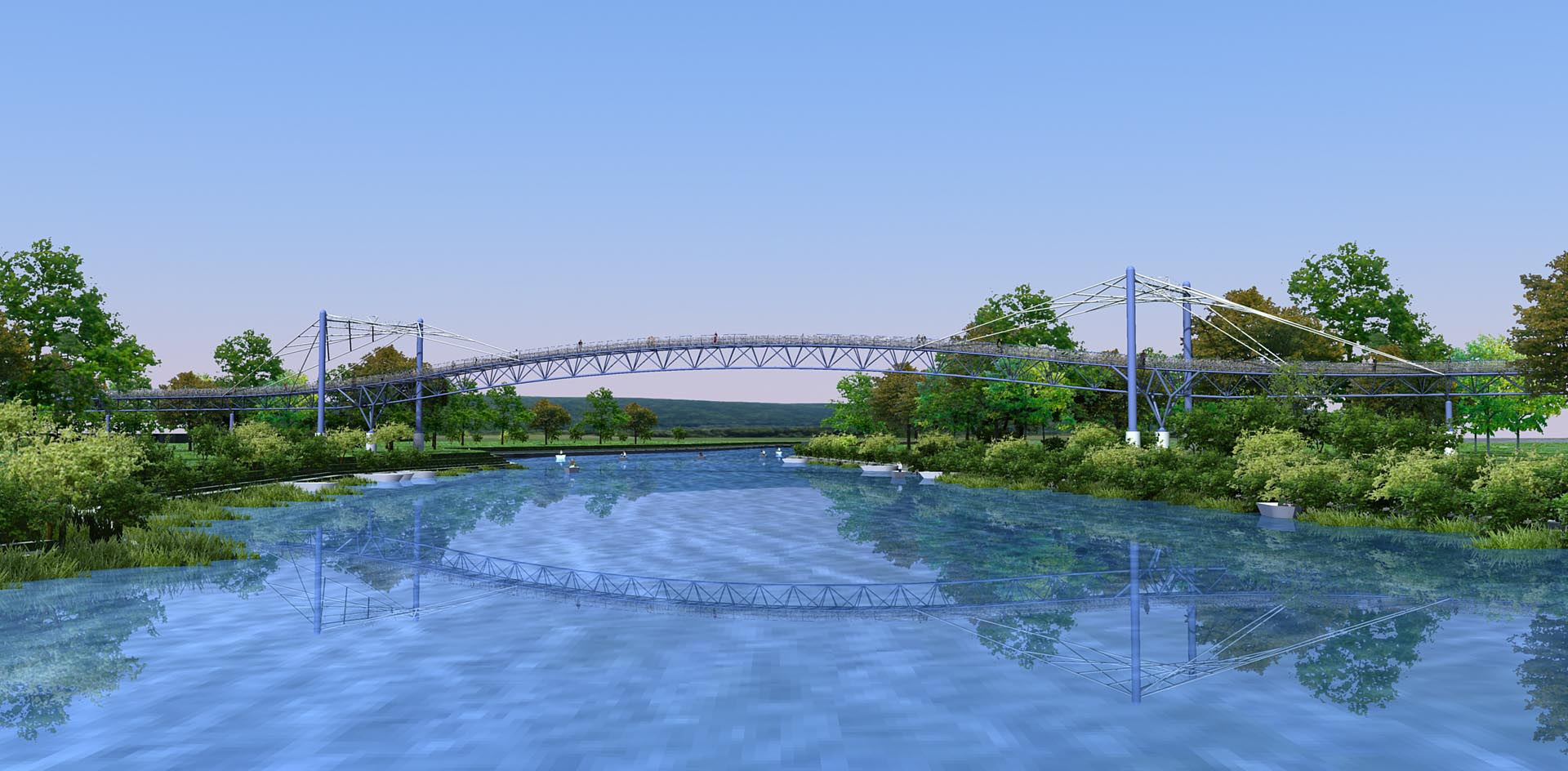
Vizualizace cyklomostu Devínska Nová Ves - Schlosshof

Cyklomost slobody (německy Fahrradbrücke der Freiheit) je most v podobě lávky vedoucí přes řeku Moravu, který spojuje její slovenský a rakouský břeh mezi Bratislavou a městysem Engelhartstetten a vytváří tak propojení již existujících cyklostezek na obou stranách. Otevřen byl 22. září 2012.

## Projekt
Projekt vznikl v rámci Programu přeshraniční spolupráce Slovenská republika - Rakousko 2007–2013. Partneři v projektu Cyclomost byly Dolní Rakousy, Bratislavský samosprávný kraj, bratislavská městská část Devínska Nová Ves a Hlavní město Bratislava. Projekt byl financován z fondů Evropské unie.. Přímá dotace z Evropského fondu regionálního rozvoje byla plánována 4 533 877,24 € (271 885,24 € CYCLOMOST-I + 4 261 992 € CYCLOMOST-II). Autorem návrhu je Ing. Arch. Milan Beláček.

## Název mostu
Bratislavský samosprávný kraj vyhlásil 21. února veřejnou anketu s názvem „Rozhodněte o názvu cyklomostu. Můj návrh názvu pro nový cyklomost mezi Devínskou N. V. a Schlosshofem“, kterou župan podpořil prohlášením: „Tak jak jsme dosud vše budovali před zraky veřejnosti, rovněž se jdeme ucházet o to, aby název, který bude mít tento most, byl veřejností přijat.“ V anketě už po týdnu od vyhlášení vítězilo pojmenování po americkém herci Chuckovi Norrisovi. S tímto názvem však nesouhlasila rakouská strana, která navrhovala most pojmenovat jako Most Marie Terezie podle rakouské arcivévodkyně a uherské královny.
Do odsouhlasení jeho oficiálního názvu byl most dočasně pojmenován jako Cyklomost Devínska Nová Ves - Schlosshof. O konečném slovenském názvu rozhodli poslanci bratislavského samosprávného kraje na jednání regionálního zastupitelstva v září 2012, kdy schválili název Cyklomost svobody, se kterým souhlasila i rakouská strana. V němčině se most jmenuje ekvivalentně Fahrradbrücke der Freiheit. Některá světová média zaznamenala nepoužití Norrisova jména.

## Poloha
Cyklomost kopíruje trasu původního historického mostu mezi bratislavskou městskou částí Devínska Nová Ves a dolnorakouským Schlosshofem. Stavba prochází přes tzv. oblast Natura 2000, což je území evropského významu, aluviem řeky Moravy. Proto musela být při výstavbě dodržena přísná opatření. Cyklomost se nachází na rozhraní nížin Moravské pole (německy Marchfeld) a Záhorská nížina.

## Most v minulosti
Most přes řeku Moravu v této lokalitě existoval již v období vlády rakouské panovnice Marie Terezie. V roce 1771 byl poprvé postaven obloukový kamenný most přes řeku. Hlavní konstrukce mostu byla ze dřeva. Tento most v roce 1809 zničily plovoucí ledové kry a o několik let později (v roce 1813) byl most znovu postaven. V roce 1866 byl během prusko-rakouské války zapálen, opět následovala rychlá znovuvýstavba, ale i tento v roce 1880 zničily ledové kry. Následně už nebyl další most budován a nadále v tomto místě existoval už jen přívoz nebo přeprava loďkami.

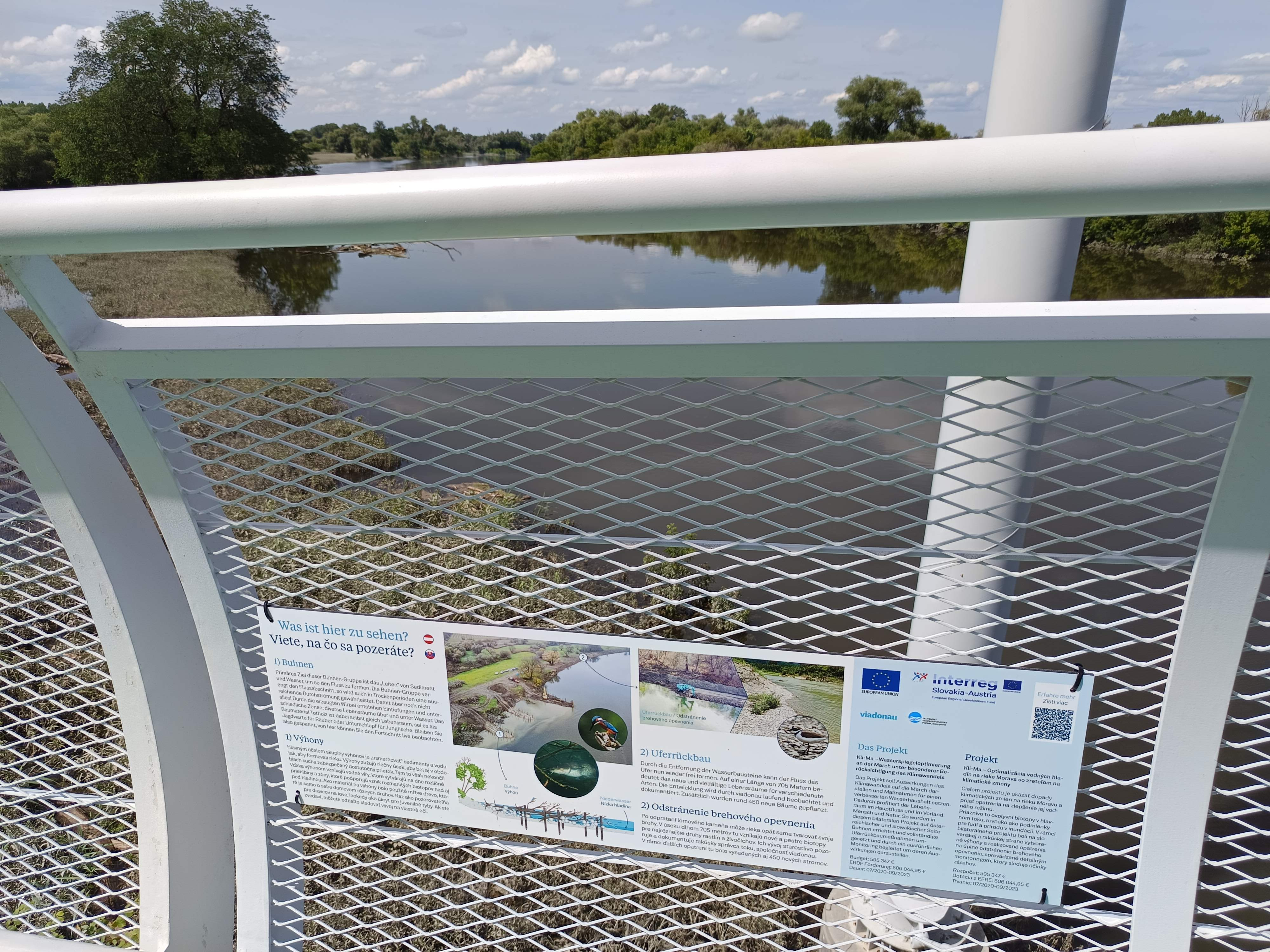

## Výstavba
Různé návrhy na opětovné vystavění mostu vznikly už dávno. Slovensko tyto návrhy podporovalo, ale Rakousko bylo zpočátku proti výstavbě mostu.
Postoj Rakouska se však po čase změnil, a tak se v roce 2009 začala v rámci projektu rakousko-slovenské přeshraniční spolupráce bratislavské městské části Devínska Nová Ves s rakouským městečkem Engelhartstetten přípravná fáze na výstavbu, a to tzv. projekt Cyklomost I - Cyklotrasy a most spojující lidi - přípravná fáze. Před samotným zahájením stavby bylo zapotřebí několika jednání se slovenskými i rakouskými ochránci přírody, právě kvůli tomu, že stavba prochází přes oblast Natura 2000. Rovněž se udělal i podrobný archeologický průzkum. Při pracích byly nalezeny pozůstatky původního mostního náspu pocházející z dob vlády Marie Terezie a také původní piloty. Při výstavbě současného mostu se tyto původní části nezničily; most byl postaven tak, že vede přes tyto historické části.
Výstavba mostu začala v září roku 2011 a probíhala ve dvou fázích:
- Cyklomost I - Cyklotrasy a most spojující lidi - přípravná fáze
- Cyklomost II - realizační fáze

Stavět se začalo přesně na místech starého mostu. Výstavbu realizovalo konsorcium Ingsteel a Doprastav. Most byl dokončen v červnu 2012, pro veřejnost byl otevřen 11. srpna téhož roku..

### Projektová dokumentace
- Ing. arch. Milan Beláček[17]
- Ing. arch. Igor Ščipák[17]
- Prof.h.c. Prof. Dr. Ing. Zoltán Agócs, PhD[17]
- Ing. Marcel Vanko[17]
- Ing. Ľuboš Rojko
- Ing. Pavol Tuhý

### Technické parametry
Jde o zavěšený symetrický třípolový most ocelové konstrukce s rozpětím 30 m, 120 m a 30 m. Se svou volnou šířkou průchodu 4 metry je určen pro chodce a cyklisty. Celková délka přemostění je 751 metrů a celková délka mostního objektu je 525 metrů. Plocha mostu je 2100 m².
Most se nachází ve výšce 21,5 metru nad řekou Moravou a 12,3 metru nad zemí. Hmotnost ocelové konstrukce mostu je 593 tun.

### Hydrologické údaje
- Nejvyšší plavební hladina: 139,31 m
- Výška plavebního profilu: 147,31 m

## Uzavření

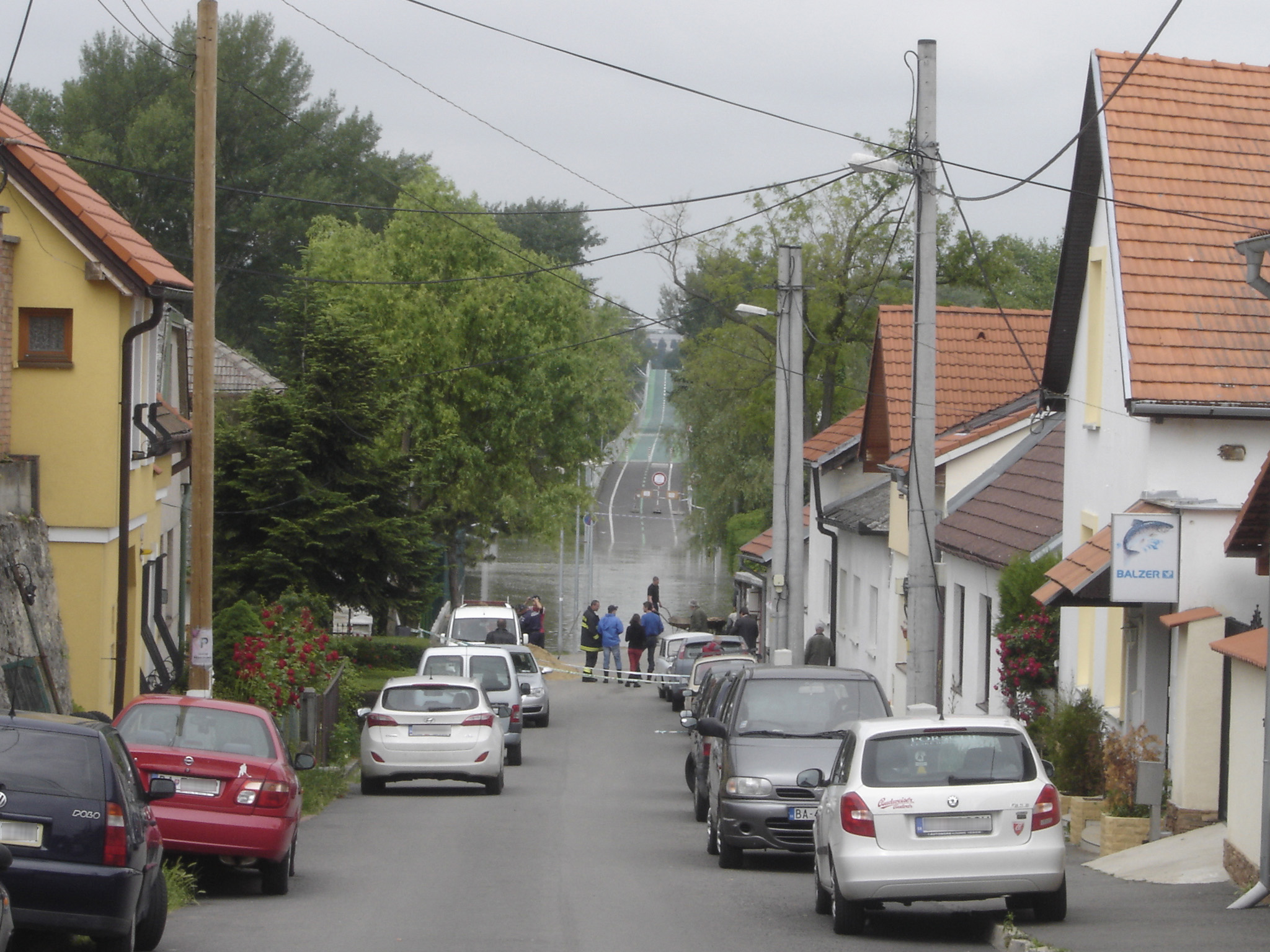
Uzavřený most – vylitá Morava

Už po krátké době existence musel být most v červnu 2013 na několik dnů uzavřen, a to z bezpečnostních důvodů. Důvodem byly povodně ve střední Evropě v roce 2013, které zasáhly i Bratislavu a řeka Morava se vylila ze svého koryta a odřízla most od ulice Na mýte.
Počátkem července 2020 byl most znovu krátce uzavřen poté, co se po něm pokusil z rakouské strany přejet slovenský kamion. Před otevřením se muselo ověřit, že nedošlo k narušení statiky mostu, který nebyl pro takovýto provoz konstruován a jeho maximální plánovaná nosnost byla 38 tun, zatímco kamion vážil 40 tun.
Dne 5. dubna 2025 byl most uzavřen rozhodnutím rakouských úřadů jako prevence před šířením epidemie slintavky a kulhavky. Ke znovuotevření došlo 21. května 2025.